# 徐景嵩
徐景嵩（？—？年），辽东都司定辽中卫軍籍。明朝政治人物。

## 生平
正德九年（1514年）甲戌科三甲第三十四名進士，授陕西咸宁县知县，十五年十月选授户科给事中，嘉靖元年（1522年）五月因弹劾工部左侍郎赵璜被谴免归。後復除吏科给事中，七年九月升礼科右，十一月升礼科左，出为河间府知府，升山西按察司副使、易州兵备道。